# Městský stadion (Gliwice)
Městský stadion v Gliwicích (polsky Stadion Miejski w Gliwicach) je fotbalový stadion v polském městě Gliwice, na němž hraje své domácí zápasy klub Piast Gliwice. Má kapacitu 10 024 míst. Osvětlení stadionu je 2 000 luxů. V letech 2010 a 2011 došlo k rekonstrukci stadionu.

## Rekonstrukce
V letech 2010–11 došlo k rozsáhlé rekonstrukci stadionu. Starý stadion byl zbourán a na jeho místě postaven nový. Byly vytvořeny kryté tribuny kolem trávníku (tribuny tvoří ovál). Proběhla instalace dvou světelných tabulí. Byl vytvořen nový trávník i zázemí pro klub. Stadion má po přestavbě kapacitu pro 10 024 diváků. První zápas po rekonstrukci odehrál Piast Gliwice proti Wisłe Płock (výhra Gliwic 2:1) 5. 11. 2011 v 18. kole I ligy a utkání sledovalo 9 432 lidí.